# Bessie Abott
Bessie Abott (1878 – 9 février 1919) est une soprano américaine qui a eu une carrière internationale au cours de la première moitié du XXe siècle, particulièrement à l'Opéra de Paris et au Metropolitan Opera, et excelle dans l'interprétation de l'opéra italien et français de la période romantique.

## Biographie
Bessie Pickens est la fille de John Pickens Jr et de son épouse Frances Joséphine Button. Bessie a une sœur jumelle Jessie, nées à Heuvelton. Son père est un descendant du général Andrew Pickens de Caroline du Sud. Elle utilise Abbott, le nom de jeune fille de sa mère, comme nom de scène, et plus tard abandonne un "b" après avoir vu un programme mal imprimé à Paris.
Bessie Abott fait ses débuts professionnels sur scène dans un numéro de vaudeville, les Abbott Sisters, avec sa sœur jumelle, Jessie à Pickens Hall (en), construit par son grand-père, John Pickens Sr. En 1894, elle est engagée par Edward E. Rice (en) pour la première américaine de Little Christopher Columbus (en) d'Ivan Caryll au Garden Theatre (en) à New York. L'année suivante, elle est engagée par Rice dans une reprise à succès de 1492 Up To Date (en) de Robert Ayres Barnet (en). À cette période, elle étudie le chant avec Frida Ashforth à New York.
En 1897, Abott va à  Londres, où elle joue dans des opérettes au West End theatre. Là, elle attire l'attention de Jean de Reszke en 1898. Il lui conseille de poursuivre une carrière à l'opéra, elle étudie brièvement le chant avec lui. Sur les conseils de Reszke, elle s'installe à Paris pour étudier le chant avec Jacques Bouhy, Victor Capoul, et Mathilde Marchesi  au cours des trois années suivantes.
Bessie Abott fait ses débuts à l'opéra au Palais Garnier à Paris dans le rôle de Juliette dans Roméo et Juliette de Charles Gounod, le 9 décembre 1901. Les cinq années suivantes, elle reste attachée à l'Opéra de Paris où elle chante notamment l'Oiseau de la forêt dans la première française de Siegfried de Richard Wagner avec son mentor, de Reszke, dans le rôle-titre, le 3 janvier 1902. Elle est prêtée à l'Opéra-comique où elle débute le 10 octobre 1904 dans le rôle titre de Lakmé puis Violetta dans La Traviata et Zerline dans Don Giovanni de Mozart, le 5 novembre 1904. Elle chante d'autres rôles à Paris comme Andreloun dans Mireille de Gounod.
Après avoir quitté Paris, Abott est engagée au Metropolitan Opera à New York à partir de 1906 jusqu'en 1908. Elle fait ses débuts au Met dans le rôle de Mimì dans La Bohème de Puccini, sous la baguette du chef d'orchestre Arturo Vigna (en), le 20 janvier 1906. Les autres rôles qu'elle chante avec le Met sont Gilda dans Rigoletto de Verdi, Juliette de  Roméo et Juliette de Gounod, Lady Harriet dans Martha de Flotow , Marguerite dans Faust de Gounod, Micaëla, dans Carmen de Bizet, et de Violetta dans La traviata de Verdi. Sa dernière représentation au Met, dans le rôle de Philine dans  Mignon de Thomas, a lieu le 24 avril 1908 à Chicago.
Au cours de ses années au Met, Abott  a aussi parfois chanté dans des concerts et des opéras dans d'autres villes américaines. Elle chante notamment dans une production de Carmen avec Enrico Caruso au Grand Opera House (San Francisco) (en), la nuit d'avant le tremblement de terre de San Francisco de 1906. Après quitté le Met, elle retourne en Europe, où elle apparaît dans des opéras à Lisbonne (1908), Monte-Carlo où elle crée Naristé de Philippe Bellenot le 16 février 1909, Paris et Saint-Pétersbourg. En 1910-1911, elle tourne aux États-Unis, avec sa propre compagnie d'opéra, dans une production de La Bohème. Sa dernière représentation a lieu en 1912, dans le rôle de la servante Marianne dans une reprise de Robin Hood (comic opera) (en) de Reginald De Koven à New York.
Abott se marie avec le sculpteur et poète Thomas Waldo Story (en), en 1912, et se retire de la scène, Elle est veuve en 1915. Elle meurt en 1919, à l'âge de 40 ans, après une longue maladie.